# 262
262是261與263之間的自然數。

## 在數學中
- 合數，正因數有1、2、131和262。
質因數分解為{\displaystyle 2\times 131}。
- 虧數，真因數和為134，虧度為128。
- 不尋常數，大於平方根的質因數為131。
- 第84個半質數。前一個為259、下一個為265。
- 無平方數因數的數。
- 十进制的奢侈數。
- 第17個不可及數。前一個為248、下一個為268。
- 迴文數
- 快樂數
- 無平方數因數的數

## 在人類文化中
- Me 262戰鬥機
- 猛獅NL262，德國猛獅出產的巴士車款
- 宜蘭縣礁溪鄉的郵遞區號為262
- 留尼旺的國際電話區號為262
- 威斯康辛州的部分地區北美洲電話區號為262
- 瑪歌酒庄是位於法國梅多克（Médoc）地區，佔地達262公頃的葡萄酒莊園
- 《金匱要略》載方262首
- 《基地邊緣》是以撒·艾西莫夫在44年的寫作生涯中，寫了262本書之後，首次進入紐約時報暢銷書排行榜的作品
- 錦衣衛至李自成起義滅明後，正式結束長達262年的歷史
- 约翰逊县 (肯塔基州)的陸地面積為264平方英里
- 《天才總動員》於1991年7月1日起，至1992年6月30日止，共262集
- 《摩訶般若波羅蜜多心經》日本通行的漢譯本共262字

## 在科學中
- 鐒-262是鐒中最穩定的同位素，它的半衰期有216分鐘

## 在天文中
- NGC 262 是仙女座的一個星系
- 天琴座RR 是在天琴座的一顆變星，距離為262秒差距

## 在其他領域中
- 西元262年和前262年
- H.262是ITU-T的一個數位影像編碼標準，屬於視訊編解碼器
- 極地衛星運載火箭的助推器比沖為262秒
- 地球同步衛星運載火箭的助推器比沖為262秒
- 音符C的近似頻率為262Hz
- 臺北聯營公車大都會客運262